# Lista de prefeitos de Aperibé
Esta é a lista de prefeitos do município de Aperibé, estado brasileiro do Rio de Janeiro.
| Nº | Nome                                     | Imagem                              | Partido                                          | Início do mandato       | Fim do mandato                                 | Observações                                                                 |
| 1  | Ataíde Faria Leite                       |                                     | Partido do Movimento Democrático Brasileiro PMDB | 1º de janeiro de 1993   | 31 de dezembro de 1996                         | Prefeito eleito em sufrágio universal                                       |
| 2  | Alfredo Gomes Telles, Alfredinho         |                                     | Partido da Frente Liberal PFL                    | 1º de janeiro de 1997   | 31 de dezembro de 2000                         | Prefeito eleito em sufrágio universal                                       |
| 2  | Alfredo Gomes Telles, Alfredinho         | Partido Progressista Brasileiro PPB | 1º de janeiro de 2001                            | 31 de dezembro de 2004  | Prefeito reeleito em sufrágio universal        |                                                                             |
| 3  | Paulo Fernando Dias, Foguetinho          |                                     | Partido Liberal PL                               | 1º de janeiro de 2005   | 27 de fevereiro de 2008                        | Prefeito eleito afastado do cargo por decisão judicial                      |
| —  | Ivete Campos Gregório Rodrigues          |                                     | Partido Social Liberal PSL                       | 28 de fevereiro de 2008 | 26 de maio de 2008                             | Vice-prefeita eleita no cargo de prefeita interina                          |
| —  | Paulo Fernando Dias, Foguetinho          |                                     | Partido Social Liberal PSL                       | 27 de maio de 2008      | 31 de dezembro de 2008                         | Prefeito eleito reconduzido ao cargo por decisão judicial                   |
| 4  | Dr. Flávio Gomes de Sousa                |                                     | Partido Socialista Brasileiro PSB                | 1º de janeiro de 2009   | 31 de dezembro de 2012                         | Prefeito eleito em sufrágio universal                                       |
| 4  | Dr. Flávio Gomes de Sousa                | 1º de janeiro de 2013               | Partido Socialista Brasileiro PSB                | 14 de dezembro de 2015  | Prefeito reeleito que renunciou ao cargo       |                                                                             |
| 5  | Flávio Diniz Berriel, Dezoito            |                                     | Partido da República PR                          | 15 de dezembro de 2015  | 31 de dezembro de 2016                         | Presidente da Câmara no cargo de prefeito                                   |
| 5  | Flávio Diniz Berriel, Dezoito            | Partido Progressista PP             | 1º de janeiro de 2017                            | 1º de julho de 2018     | Prefeito reeleito cassado por decisão judicial |                                                                             |
| —  | Virley Gonçalves Figueira                |                                     | Progressistas PP                                 | 2 de julho de 2018      | 21 de novembro de 2018                         | Presidente da Câmara no cargo de prefeito interino                          |
| 6  | Vandelar Dias da Silva                   |                                     | Partido da Social Democracia Brasileira PSDB     | 22 de novembro de 2018  | 31 de dezembro de 2020                         | Prefeito eleito em sufrágio universal, em eleição suplementar de 28.10.2018 |
| 7  | Ronald de Cássio Daibes Moreira, Roninho |                                     | Partido Social Democrático PSD                   | 1º de janeiro de 2021   | 31 de dezembro de 2024                         | Prefeito eleito em sufrágio universal                                       |
| 7  | Ronald de Cássio Daibes Moreira, Roninho | União Brasil UNIÃO                  | 1º de janeiro de 2025                            | Atual                   | Prefeito reeleito em sufrágio universal        |                                                                             |